# Ironheart
Ironheart ist eine US-amerikanische Miniserie sowie die vierzehnte der von Marvel Studios produzierten Serien innerhalb des Marvel Cinematic Universe (MCU). Die Serie sollte Ende 2023 auf Disney+ erscheinen, aufgrund des Schauspieler-Streiks der SAG-AFTRA ab Sommer 2023 wurde die Veröffentlichung auf 2025 verschoben. Die Serie bestand aus sechs Episoden, deren erste Hälfte am 24. Juni 2025 erschien, während die zweite Hälfte am 1. Juli 2025 veröffentlicht wurde. In der titelgebenden Hauptrolle ist Dominique Thorne zu sehen, die die gleiche Rolle schon in Black Panther: Wakanda Forever (2022) verkörpert hat.

## Handlung
Die geniale Erfinderin Riri Williams entwickelt die fortgeschrittenste Rüstung seit dem Iron-Man-Anzug selbst.

## Besetzung und Synchronisation
Die deutschsprachige Synchronisation entstand bei Interopa Film in Berlin nach Dialogbüchern von Laura Johae sowie Nathan Bechhofer und unter der Dialogregie von Robin Kahnmeyer.
| Rolle                               | Schauspieler              | Hauptrolle (Episoden) | Nebenrolle (Episoden) | Synchronsprecher          |
| ----------------------------------- | ------------------------- | --------------------- | --------------------- | ------------------------- |
| Riri Williams / Ironheart           | Dominique Thorne          | 1.01–1.06             |                       | Samina König              |
| Natalie Washington / N.A.T.A.L.I.E. | Lyric Ross                | 1.01–1.06             |                       | Josephine Martz           |
| Ronnie Williams                     | Anji White                | 1.01–1.06             |                       | Diana Borgwardt           |
| Parker Robbins / The Hood           | Anthony Ramos             | 1.01–1.06             |                       | Nicolás Artajo            |
| Xavier Washington                   | Matthew Elam              | 1.01–1.06             |                       | Roman Wolko               |
| Slug                                | Shea Couleé               | 1.01–1.06             |                       | Dirk Stollberg            |
| Clown                               | Sonia Denis               | 1.01–1.06             |                       | Luisa Wietzorek           |
| Roz Blood                           | Shakira Barrera           | 1.01–1.06             |                       | Mascha Raykhman           |
| Jeri Blood                          | Zoe Terakes               | 1.01–1.06             |                       | Jonas Frenz               |
| Cousin John                         | Manny Montana             | 1.01–1.04, 1.06       |                       | Immanuel Aldag            |
| Stuart Clarke / Rampage             | Eric André                | 1.01–1.03             |                       | Armin Schlagwein          |
| Madeline Stanton                    | Cree Summer               | 1.01, 1.04            |                       | Daniela Thuar             |
| Professor Wilkes                    | Jim Rash                  | 1.01                  |                       | Rainer Fritzsche          |
| Joe McGillicuddy / Ezekiel Stane    | Alden Ehrenreich          | 1.02–1.06             |                       | Ricardo Richter           |
| Zelma Stanton                       | Regan Aliyah              | 1.04–1.06             |                       | Laura Oettel              |
| Arthur Robbins                      | Paul Calderón             | 1.05–1.06             |                       | Oliver Siebeck            |
| Mephisto                            | Sacha Baron Cohen         | 1.06                  |                       | Sven Gerhardt             |
| Gary Washington                     | LaRoyce Hawkins           |                       | 1.01–1.03, 1.05       | Alexander Prince Osei     |
| TRVOR                               | James J.A. Houle (Stimme) |                       | 1.01                  | Tobias Nath               |
| Dekanin Choi                        | Tanya Freeman             |                       | 1.01                  | Elisa Bannat              |
| Sheila Zarate                       | Zhaleh                    |                       | 1.02                  | Tanja Fornaro             |
| Hunter Mason                        | David Vaughn              |                       | 1.03                  | Sebastian Christoph Jacob |

## Produktion
Die Figur Riri Williams, genannt Ironheart, die trotz ihres Teenageralters eine geniale Erfinderin ist und den fortschrittlichsten Mech-Anzug seit Tony Starks Iron Man erschafft, wurde im Jahr 2016 von Brian Michael Bendis und Zeichner Mike Deodato erfunden.
Im Dezember 2020 verkündete Kevin Feige von den Marvel Studios, dass auf dem hauseigenen Streamingdienst Disney+ eine Serie über Ironheart erscheinen wird. Die Hauptfigur der Riri Williams soll dabei von Dominique Thorne verkörpert werden. Im April 2021 wurde Chinaka Hodge als Drehbuchautorin der aus sechs Folgen bestehenden Serie verpflichtet, wobei die Arbeit im Writers Room im Folgemonat beginnen sollte. Hodge schrieb zuvor an den Serien Unglaubliche Geschichten und Snowpiercer mit. Im Februar 2022 wurde die Besetzung von Anthony Ramos und Lyric Ross öffentlich. Zwei Monate später wurden Sam Bailey und Angela Barnes als Regisseurinnen der Serie verpflichtet, während Ryan Coogler über seine Produktionsfirma Proximity als Executive Producer beim Projekt einstieg. Im Juni 2022 schloss sich Manny Montana der Besetzung an. In den darauffolgenden Monaten wurde zudem die Beteiligung von Alden Ehrenreich, Shea Couleé, Zoe Terakes, Regan Aliyah, Shakira Barrera, Rashida Olayiwola, Paul Calderón, Cree Summer und Anji White bekannt.
Die Dreharbeiten begannen am 2. Juni 2022 in den Trilith Studios in Atlanta unter dem Arbeitstitel Wise Guy. Weitere Aufnahmen sind in Sweet Auburn in einem Gebäude als Kulisse für ein White Castle sowie in Chicago geplant. Am 21. Oktober 2022 sollen die Dreharbeiten abgeschlossen sein.

## Episodenliste
| Nr. (ges.) | Nr. (St.) | Deutscher Titel                 | Originaltitel                          | Erstausstrahlung USA | Deutschsprachige Erstveröffentlichung (D/A/CH) | Regie         | Drehbuch                                |
| ---------- | --------- | ------------------------------- | -------------------------------------- | -------------------- | ---------------------------------------------- | ------------- | --------------------------------------- |
| 1          | 1         | Nächster Halt: Chicago          | Take Me Home                           | 24. Juni 2025        | 25. Juni 2025                                  | Sam Bailey    | Chinaka Hodge                           |
| 2          | 2         | Natalie, bist du's?             | Will the Real Natalie Please Stand Up? | 24. Juni 2025        | 25. Juni 2025                                  | Sam Bailey    | Malarie Howard                          |
| 3          | 3         | Süße, wir sind in Gefahr        | We in Danger, Girl                     | 24. Juni 2025        | 25. Juni 2025                                  | Sam Bailey    | Francesca Gailes & Jacqueline J. Gailes |
| 4          | 4         | Schlechte Magie                 | Bad Magic                              | 1. Juli 2025         | 2. Juli 2025                                   | Angela Barnes | Amir Sulaiman                           |
| 5          | 5         | Karma ist'n Glitch              | Karma's a Glitch                       | 1. Juli 2025         | 2. Juli 2025                                   | Angela Barnes | Cristian Martinez                       |
| 6          | 6         | Die Vergangenheit ist vergangen | The Past is the Past                   | 1. Juli 2025         | 2. Juli 2025                                   | Angela Barnes | Chinaka Hodge                           |